# 阿斯帕齊婭

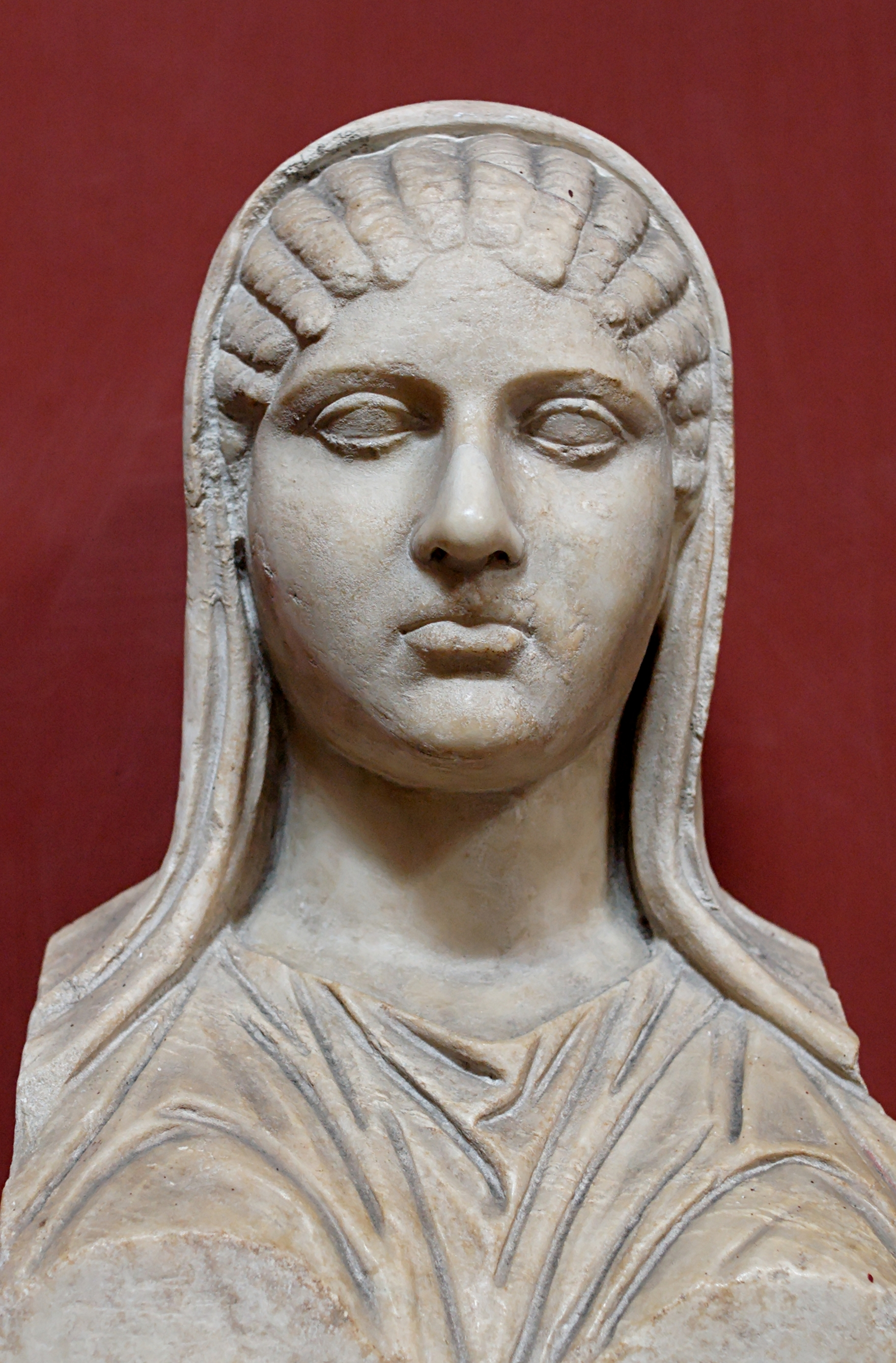
刻有阿斯帕齐娅名字的大理石头像，发现于1777年，是公元前5世纪古罗马复制品原件，可能来自阿斯帕齐娅的墓碑，现藏于梵蒂冈博物馆

阿斯帕齊婭（希臘語：Ἀσπασία，前470年—前400年）是雅典的女性政治家，儘管阿斯帕西婭是希臘–羅馬世界中最受認可的職業女性之一，也是世界史的5世紀中對政治影響力最強的女性，但她的生活幾乎沒有什麼是確定的，許多關於她的正面或負面評價都無法考證。
據傳，阿斯帕齊婭是伯里克里斯有著不為人知的親密關係，伯里克里斯作為一個擁有獨裁權力的將軍，卻促成了雅典城邦的民主制度，而伯里克里斯因為阿斯帕齊婭在政治和哲學上的才能，而迷戀上了她。在古典喜劇中她被描繪成伯里克里斯的正牌妻子、情婦、甚至是妓女；而在古羅馬的哲學中，她被描繪成伯里克里斯的摯友、美術老師、修辭學家或志同道合的戰友。
不管阿斯帕齊婭的風評如何，她實施了“放寬思想限制”的政策，讓雅典的民主制度更加偏向於自由主義，而她自己也因為改革的成功而一躍成為当时雅典社会的風雲人物。她原为米利都人，自公元前445年左右开始与伯里克里斯同居，直到公元前429年伯里克里斯去世为止。因为她本人不是雅典公民，所以与伯里克里斯所生的儿子原本没有公民权。她的智慧为苏格拉底所赏识，但长期受到公众攻击，常常成为希腊喜剧讽刺的对象，这是因为她的私生活和据说她对伯里克里斯的外交政策的影响。

## 生平
阿斯帕齊婭於公元前450年到達雅典，並創辦了修辭與哲學學校，並鼓勵婦女到公共場所及接受高等教育。當中很多大家閨秀都參與她的教學，更有若干丈夫帶同他們的太太跟她學習。其中不乏伯里克里斯和蘇格拉底。

## 參看
- 哲學
- 雅典